# 固定資產
固定资产（英語：fixed asset）在会计学中指企业用于生产商品或提供劳务、出租给他人，或为行政管理目的而持有的，预计使用年限超过一年的具有实物形态的资产。固定资产一般使用年限较长、单位价值较高，并且在使用过程中保持原有实物形态，包括建筑物、机械仪器、运输工具以及其他与生财、生产、经营有关的工具、器具和设备等。此外，土地之所有权及使用权及林场、矿场、油井等，依国家及持有者情况，有时亦可属于固定资产的一部分。
值得注意的是，這些資產必須是供營運上使用，如生產或供應貨物或服務、出租或自用用途，而預期可使用多於一個會計期間，才可歸類於此項下；對於非作為營運上的使用或根本無法使用的資產應轉列為其他資產項下，如許多台湾公司將生產重心移往中國大陸，以致原廠房設備等固定資產閒置，這類建築物或設備應即時轉列為其他資產。
若以廣義定義（不止實物形態），還可區分為：有形資產及無形資產。無形資產包括：版權、專利權、商譽等。

## 不動產、廠房及設備
不動產、廠房及設備（英語：Property, Plant, and Equipment,  PP&E)，為有形固定資產，是對業務運營和公司長期財務健康至關重要的長期資產，諸如設備、機械、建築物和車輛等皆屬此類型。
通常，購買不動產、廠房及設備這一類別的資產表明管理層對其公司的長期前景和盈利能力充滿信心，而另一方面而言，投資分析師和會計師使用公司的不動產、廠房及設備來確定它是否處於穩健的財務基礎上且以有效的方式利用資金。
- 國際財務報導準則（英語：International Financial Reporting Standards，IFRS）允許企業可以選擇成本模式（英語：cost model）或價值重估模式（英語：revaluation model）來報告不動產、廠房及設備。
- 美國會計準則（英語：US Generally Accepted Accounting Principles，US GAAP）則僅允許企業選擇成本模式來報告不動產、廠房及設備。

其中，成本模式中，不動產、廠房及設備以攤餘成本（英語：amortized cost）計算，即歷史價格或初始確認金額因折舊、修復等因素而經調整後的結果。而價值重估模式依照目標其公允價值進行調整，亦即可能導致損益；值得一提的是，資產的價值在原始帳面價值以上的變動皆不記入利潤表，而在原始帳面價值以下的變動始計入利潤表。

## 投資性不動產
投資性不動產（英語：investment property)，在國際財務報導準則下，指為賺取租金或資本增值或兩者兼具，而由所有者或融資租賃之承租人所持有之不動產，換言之，為了提供服務或進行生產而持有的不動產非屬此類。
基於國際財務報導準則，企業應選擇公允價值模式或成本模式作為投資性不動產之會計政策，並將所選定之政策適用於所有投資性不動產。
注意，於美國會計準則中並無關於投資性不動產之相關準確定義。

## 资料来源
1. ↑  张美中. . 企业管理出版社. 2004年. ISBN 7-80197-006-3.
2. ↑  https://www.dgbas.gov.tw/public/Attachment/5122101305L26LH5T.pdf
3. ↑  .   [2011-10-24]. （原始内容存档于2020-05-31）.